# Podzierki
Podzierki (biał. Паздзеркі, ros. Паздерки) – wieś na Białorusi, w obwodzie mińskim, w rejonie mińskim, w sielsowiecie Krupica.